# Central telefónica de La Concepción
La central telefónica de La Concepción es un edificio de la ciudad española de Madrid, situado en el barrio del mismo nombre. Fue construido entre 1969 y 1972 y su diseño corrió a cargo del arquitecto Julio Cano Lasso.
La edificación, un gran bloque prismático sin apenas ventanas, posee rasgos organicistas y está construida en ladrillo. Según Cano Lasso, el diseño tan «cerrado» del edificio obedece a la función de este, una central telefónica, donde se albergan distintos equipos, delicados y supuestamente sensibles, a los que viene bien ser almacenados en condiciones de relativo aislamiento.
Cuenta con unos característicos torreones —ocho en cada extremo del edificio—, con la función de chimeneas de ventilación, rematados por estructuras de reja metálica. Se trata del tercer edificio de telecomunicaciones que el arquitecto construyó durante las décadas de los 60 y 70 en la Comunidad de Madrid, después de la central de comunicaciones por satélite de Buitrago del Lozoya y la central telefónica de Torrejón de Ardoz.

## Referencias

Fachada lateral